# El Rosario (La Paz)
El Rosario è un comune del dipartimento di La Paz, in El Salvador.